# Parque Principado (przystanek kolejowy)
Parque Principado (hiszp: Estación de Parque Principado) – przystanek kolejowy w miejscowości Oviedo, we wspólnocie autonomicznej Asturia, w Hiszpanii.
Jest obsługiwana przez regionalne pociągi wąskotorowe Ferrocarriles de Vía Estrecha (FEVE). Stanowi część linii F-6 Cercanías Asturias.

## Położenie przystanku
Znajduje się na linii wąskotorowej Oviedo – Santander w km 319,2, pomiędzy stacjami La Corredoria i Colloto, na wysokości 160 m n.p.m.

## Opis
Znajduje się w północno-wschodniej części miasta Oviedo, pomiędzy terenami przemysłowymi Espíritu Santo i centrum handlowo-rozrywkowym Parque Principado, dla którego przystanek został specjalnie wybudowany. Obecność innych elementów infrastruktury, takich jak autostrada A-66 lub dróg dojazdowych utrudniało budowę przystanku. Zdecydowano, że dwa perony boczne będą dostępne poprzez schody i windy umożliwiające dotarcie do stacji z górnego poziomu.

## Linie kolejowe
- Oviedo – Santander – linia wąskotorowa Ferrocarriles de Vía Estrecha